# KABA.ちゃん
KABA.ちゃん（かばちゃん、1969年〈昭和44年〉6月19日 - ）は、日本の振付師、タレント。本名は椛島 一華（かばしま いちか）。出生名は椛島 永次（かばしま えいじ）。福岡県福岡市博多区出身。プラチナムプロダクション所属。以前はジールアソシエイツ、アンセムに所属していた。小室哲哉プロデュースの元dosのメンバー。安室奈美恵や華原朋美、SMAPの代表曲「世界に一つだけの花」の振付師としても有名である。

## 略歴
元々ピンク・レディーや松田聖子といったアイドルが好きで、アイドルになるために近くのスポーツクラブでバレエを含めた様々なダンスを習っていたが、テレビでマイケル・ジャクソンのダンスを目にし、その姿に憧れる。資金を貯めるために入学半年で高校を中退。ダンススクールの先生の勧めもあり、18歳で上京。アルバイトを掛け持ちしながら週5日渋谷のダンススクールで学び、この時にTRFのSAM、ETSU、CHIHARUとも出会う。21歳でニューヨークへ単身渡米し、ダンスの技術を磨く。
1995年（平成7年）、ミュージカル「1999...月が地球にKISSをする」のダンサーオーディションに合格した際、音楽監督を務めていた小室哲哉と知り合う。それが振付師としてのキャリアをスタートするきっかけとなった。
1996年（平成8年）、小室がプロデュースする3人組のダンスユニット・dosのメンバーとして『ASAYAN』（テレビ東京）からデビュー。dos結成以前から現在まで振付師としても活躍している。安室奈美恵の小室プロデュース初期のヒット曲のほとんどや、『SMAP×SMAP』の歌コーナー・コンサートツアーの振り付けなどを担当、シングルでは2003年（平成15年）に発売されたSMAPの代表曲『世界に一つだけの花』の振付も担当した。
dos時代、話すとオネエ口調で同性愛者であることがわかってしまうため、事務所サイドからテレビ出演の際は喋らないよう厳命されていたという。しかし後に『笑っていいとも!』にdosとしてではなく「SMAPの振付師」という肩書きでそのまま出演するようになった際、オネエであることをカミングアウトした。番組には2005年3月23日まで隔週水曜レギュラーとして出演した。
2001年（平成13年）に、BSフジで放送された『鈴木あみのアイドルダウンロードショー』では、当時の本名であり出生名の椛島 永次名義でゲスト出演。
2004年（平成16年）7月7日に、タレントの千秋とのデュエットCD『つらいね赤ちゃん!/最近ハヤリのメイク歌』を「千秋 with KABA.ちゃん」のアーティストネームでリリースした。「最近〜」は、アニメ『とっとこハム太郎』のエンディング曲になっていた。
2005年（平成17年）2月18日放送のフジテレビ金曜エンタテイメント『おかしな二人 〜伊豆・天城越えオネエ旅 女郎蜘蛛伝説殺人事件〜』で筧利夫とテレビドラマで共演し、ドラマ初出演で主役を務めた。
芸能界での一番の親友は光浦靖子（次いで相田翔子、辺見えみりや前述の千秋など）。野沢直子も「かばこは私の大切な親友の一人」と自身のブログで語っている。
現在は振付師、タレント活動の他、to be candidateというゲイのみで構成されたユニットに携わっており、プロデューサーとして育成中。
2014年10月5日放送の『ウチくる!?』の番組中で去勢したことを公表した。また、性同一性障害者特例法に基づき戸籍変更を行う意向もあると発表した。
2015年7月13日放送の『ノンストップ!』の番組中で、性別適合手術を行うことを明らかにし、2016年3月30日に声帯手術と同時に受け、無事に終わったことを4月3日に自身のFacebookで明かした。その後、ボイスチェンジという手術を受け、声も女性声に変えている。同年9月25日放送『ザ・ノンフィクション』で、両親に新たな名前「一華（いちか）」を名付けてもらい、東京地方裁判所に戸籍上の名前・性別の変更を認められた。

## 人物
中日ドラゴンズの投手、佐藤充が「カバちゃん」と呼ばれるほどに自分に似ていることについて、2006年6月21日付の『中日スポーツ』の一面で「自分も（佐藤投手が自分に）似ていると思っていた。佐藤投手には一度お会いしてお話したい」と語り、交流戦での彼の活躍を称えるとともに佐藤投手にエールを贈った。
美容外科の先生に「平均的な男性の顔より5mm長い」と言われたため、アゴを5mm削った。また、アゴの整形手術と同時に、金運上昇のために福耳手術を受ける。左右同じ大きさにならず、左の耳たぶが右に比べて大きくなった。

## 作品

### シングル
- KABA.ちゃん with 愉快な仲間×3『ポケモン言えるかな? 2004』（2004年4月28日、メディアファクトリー）
テレビ東京『週刊ポケモン放送局』エンディングテーマ
- 千秋 with KABA.ちゃん『つらいね赤ちゃん!/最近ハヤリのメイク歌』（2004年7月7日、ソニー・ミュージックレコーズ）
テレビ東京『とっとこハム太郎』エンディングテーマ「最近ハヤリのメイク歌」
- C.K.M.（秋元康プロデュース）『踊りませんか?』（2005年8月24日、ソニー・ミュージックレコーズ）
テレビ朝日『三竹占い』エンディングテーマ
パチンコ台『CRびんぼー頭巾』挿入歌
- JFN『ミッドナイトランブラー』デビュープロジェクト『青空にTAKE OFF 〜きらきら輝くの〜』（2006年3月3日、JFN ONLINE）
「パトロールシスターズの天下取り大作戦」より

DVD作品
- てれびくん超バトルDVD 仮面ライダーウィザード ダンスリングでショータイム「Life is SHOW TIME」

## 振付師としての活動

### 作品
| SMAP                  | 関西テレビ・フジテレビ『SMAP×SMAP』 2003年/『世界に一つだけの花』 CONCERT TOUR 2000・2001・2002・2003 等 |
| 安室奈美恵            | 1995年/『Body Feels EXIT』『Chase the Chance』 1996年/『Don't wanna cry』『You're my sunshine』『LET'S DO THE MOTION』『a walk in the park』 1997年/『How to be a Girl』 1999年/『toi et moi』 2007年/『It's all about you』（『NAMIE AMURO PLAY TOUR 2007』より） |
| 華原朋美              | 1995年/『keep yourself alive』『I BELIEVE』 2003年/朋ちゃん&コロッケ『ありがとね!』 |
| dos                   | 1996年/『Baby baby baby』『more kiss』『CLOSE YOUR EYES』 |
| ジョビジョバ          | フジテレビ『胸さわぎの土曜日』 |
| 米倉利紀              | 「98'NASTY GROOVE NIGHT Vol.4」コンサートツアー 「flave」コンサートツアー'99 「99'NASTY GROOVE NIGHT Vol.5」コンサートツアー 「2000 power」コンサートツアー |
| タンポポ              | 1998年/『ラストキッス』 |
| MAX                   | 1999年/『Love impact』『銀河の誓い』（HIM『AQUARIUS』のカバー） 2010年/『どんなときも。』（槇原敬之『どんなときも。』のカバー） |
| AN-J                  | 1999年/『笑顔が見える場所〜I WANNA GO〜』（華原朋美『I WANNA GO』のカバー） |
| AI-SACHI              | 2001年/『BEFORE DAWN』 |
| 観月ありさ            | 『ナースのお仕事 ザ・ムービー』『ナースのお仕事4』（『ナースのお仕事』より） |
| 三瓶                  | 2001年/『SANPEI DAYS』『三瓶の39days』 2002年/『三瓶のエブリディ』 |
| RAG FAIR              | 2002年/『ラブラブなカップル フリフリでチュー』 |
| V6                    | 2003年/『Darling』 |
| 千秋 with KABA.ちゃん | 2004年/『つらいね赤ちゃん!』 |
| フルーツポンチ        | 『それゆけ! おはマーチ』 |
| The Students          | 『ハトマメ 〜Say Hello To The World.〜』（『さんまのSUPERからくりTV』より） |
| 松坂慶子              | 『愛の水中花』（NHK 第36回思い出のメロディー） |
| ピンク・レディー      | メモリアルコンサート |
| ピーター              | 「人間狩り」（35th.ドラマチックコンサート） |
| びゅーちふるず        | 『みんなだいすきモンチッチ』（キッズステーション人形アニメ『モンチッチ』テーマソング） |
| エナポゥ              | 『テキワナタイン』（NHK『おでんくん』テーマソング） |
| AWA DANCE             | 映画『阿波DANCE』（オリジナルAWA DANCE） |
| Pabo                  | 2007年/『恋のヘキサゴン』（作詞：島田紳助、作曲：高原兄） |
| 笑顔体操              | フジテレビ『体操の時間。』『FNS27時間テレビ!! みんな笑顔のひょうきん夢列島!!』より |
| 矢島美容室            | 2009年/『はまぐりボンバー』 |
| 麻生夏子              | 2011年/『にゃんぱいあ体操』（作詞・作曲・編曲：前山田健一） |
| HKT48                 | 2014年/『控えめI love you !』（作詞：秋元康、作曲：pakorama） |
| Kis-My-Ft2            | 2015年/『最後もやっぱり君』（作詞・作曲：つんく） |
| Ryota Miyadate        | 2025年/『I・だって止まらない』 |

CM振付
- Jミート「お肉スキスキ」
- ピーチ・ジョン「PEACH JOHN」
- 東芝・薄型大型テレビ「beautiful"face"」、face「テレビを2倍」
- ロッテ・ピュアホワイトガム「噛んでホワイト」
- ダイアナ「ダンス篇」

ミュージカル振付
- 青山劇場『リトル ショップ オブ ホラーズ』テーマ曲（2005年）

イベント振付
- サンリオピューロランドパレード「Believe」テーマ曲「ココロつなぐリズム」（作詞・作曲：大江千里 2007年）
- USJ10周年記念ソング　「グッキー　GOOD LUCKY!!!!!」　唄 GReeeeN×ベッキー＃

## 出演

### テレビ番組
- 笑っていいとも!（2002年10月 - 2005年3月、フジテレビ系）金曜 → 水曜 → 水曜隔週レギュラー
- 週刊ポケモン放送局（2003年11月 - 2004年8月、テレビ東京系）準レギュラー
- 決定!これが日本のベスト（2003年11月 - 2004年9月、テレビ朝日系）
- アンデュ（2004年5 - 9月、中京テレビ）司会
- ジャスト（TBS系）月1水曜レギュラー
- クイズプレゼンバラエティー Qさま!!（2004年10月 - 2005年10月、テレビ朝日系）
- もしもツアーズ（フジテレビ系）隔週
- (秘)ひらめ筋（2005年4 - 9月、日本テレビ系）
- ひらめ筋GOLD（2005年10月 - 2006年3月、日本テレビ系）
- おやじ味噌（住商ホームショッピング）
- スーパーモーニング（テレビ朝日系、コメンテーター） - 本名の椛島永次名義
- 午後は○○おもいッきりテレビ→おもいッきりイイ!!テレビ（日本テレビ系） - 前者は不定期、後者は木曜レギュラー
- リトル・チャロ ケータイで試そうあなたの英語力（NHK教育）
- 気になる通販ランキング!ポシュレデパート深夜店（日本テレビ）
- とんねるずのみなさんのおかげでした（フジテレビ）- 不定期出演
- 爆笑 大日本アカン警察（フジテレビ）- 「イケメンがオネエから逃走チュー」オネエハンターリーダーとして不定期出演

### ラジオ番組
- ゴチャ・まぜっ!水曜日（2005年10月 - 2009年3月、毎日放送）水曜
- やきぐりバンバン（2009年4月 - 2009年10月、毎日放送）コンマ2

### CM
- ワーナーホームビデオ・2003年101タイトルキャンペーンKABA.ちゃん編（2003年11月21日 - ワンクール）
- 『K4 TETRA』（貝印・2004年3月 - 2005年3月）
- 『セボン』『消臭たまご』（アース製薬・2004年10月 - 2006年9月）
- 堂本剛カバーアルバム『カバ』発売CM（ジャニーズ・エンタテイメント、2013年5月 - ）[18]

### 映画
- 恋するマドリ（2007年8月18日公開、オフィス・シロウズ）
- 喰いしん坊! 大喰い苦闘編（2007年8月公開、メディアワークス）
- トロと旅するTHE MOVIE（2009年4月15日公開） - 本人役
- 矢島美容室 THE MOVIE 〜夢をつかまネバダ〜（2010年4月29日公開、松竹） - 謎の掃除婦 役
- 仮面ライダー×仮面ライダー ウィザード&フォーゼ MOVIE大戦アルティメイタム（2012年12月8日公開、東映） - ドーナツ屋店長 役
- 劇場版 仮面ライダーウィザード in Magic Land（2013年8月3日公開、東映） - ドーナツ屋店長 / 仮面ライダーメイジ（声） 役
- 仮面ライダー×仮面ライダー 鎧武&ウィザード 天下分け目の戦国MOVIE大合戦（2013年12月14日公開、東映） - ドーナツ屋店長 役

### 劇場アニメ
- 劇場版ポケットモンスター アドバンスジェネレーション 裂空の訪問者 デオキシス（2004年7月17日公開） - 本人役（特別出演）
- あらしのよるに（2006年12月10日公開、(C)2005あらしのよるに製作委員会） - ヤギのおばさん 役

### テレビドラマ
- 悪いオンナ「シャッフル」 第3話（2000年3月15日、TBS系） - 土田信治 役
- OLヴィジュアル系（2001年4 - 6月、テレビ朝日系金曜ナイトドラマ） - 本人役（椛島永次名義）
- 父娘探偵・金造&ミチル「ホストクラブ殺人事件」（2002年7月5日、フジテレビ系金曜エンタテイメント） - マモル 役
- 乙女は何を夢見たか(2005年、ネットシネマ） - 脚本、本人役
- おかしな二人 〜伊豆・天城越えオネエ旅 女郎蜘蛛伝説殺人事件〜（2005年2月18日、フジテレビ系金曜エンタテインメント） - 本人役
- 刑事部屋〜六本木おかしな捜査班〜 第4話（2005年7月27日、テレビ朝日系） - 高橋剛 役
- 刑事吉永誠一 涙の事件簿3 雨に殺せば（2005年11月16日、テレビ東京系水曜ミステリー9）
- ガチバカ!（2006年1 - 3月、TBS系連続ドラマ） - 五十嵐忍 役
- 和田アキ子殺人事件（2007年2月12日、TBS系）
- 警視庁捜査一課9係 season2（2007年4 - 6月、テレビ朝日系） - 鳥越輝明 役
- わたしが子どもだったころ（2007年8月、NHK）
- スペシャルドラマ 必殺仕事人2012（2012年2月19日、朝日放送・テレビ朝日系） - 女装の人足 役
- クレオパトラな女たち 第5話（2012年5月16日、日本テレビ）
- 仮面ライダーウィザード（2012年9月9日 - 2013年9月22日、テレビ朝日） - ドーナツ屋店長 役
- 女はそれを許さない 第8話（2014年12月9日、TBS） - 小坂俊彦 役

#### 龍イチカ名義
- 愛の、がっこう。 第2話（2025年7月17日、フジテレビ） - 野上 役[19]

### テレビアニメ
- ジャングル大帝 -勇気が未来をかえる-（2009年9月5日、フジテレビ） - カバ役

### 舞台
- メルシィ! 僕ゥ?（2007年6・7月、CX事業部）振付&出演

## 書籍

### 著書
- 半分少女 僕とアタシ（近代映画社）ISBN 4-7648-1994-5
- KABA.ちゃんの燃焼系ダンスで楽しくやせよう（宝島社）ISBN 4-7966-3762-1
- KABA.ちゃん発!オ・カ・マ・セ・エアライン（主婦と生活社）ISBN 4-391-13039-4
- ようこそ、KABA.ちゃんキッチンへ（ソニー・マガジンズ）ISBN 4-7897-2498-0